# In a Word: Yes (1969–)
Az In a Word: Yes (1969 - ) a Yes 2002-es, öt lemezt tartalmazó box setje, mely egész karrierjüket magába foglalja, beleértve az 1989-ben kiadott Anderson Bruford Wakeman Howe-albumot is.

## Számok

### Első lemez
1. Every Little Thing (John Lennon/Paul McCartney) – 5:42
2. Sweetness (Jon Anderson/Chris Squire/Clive Bailey) – 4:33
3. Survival (Jon Anderson) – 6:19
4. Then (Jon Anderson) – 5:46
5. Everydays (Stephen Stills) – 6:08
6. Sweet Dreams (Jon Anderson/David Foster) – 3:50
7. Astral Traveller (Jon Anderson) – 5:53
8. Time and a Word (Jon Anderson/David Foster) – 4:32
9. Dear Father (Jon Anderson/Chris Squire) – 4:21
10. Yours Is No Disgrace (Jon Anderson/Chris Squire/Steve Howe/Tony Kaye/Bill Bruford) – 9:41
11. Clap (Steve Howe) – 3:17
  - Élő felvétel, készült a londoni The Lyceumban 1970 július 17-én
12. Perpetual Change (Jon Anderson/Chris Squire) – 8:52
13. Starship Trooper – 9:28
  1. Life Seeker (Jon Anderson)
  2. Disillusion (Chris Squire)
  3. Würm (Steve Howe)
14. I've Seen All Good People – 6:55
  1. Your Move (Jon Anderson)
  2. All Good People (Chris Squire)

### Második lemez
1. Roundabout (Jon Anderson/Steve Howe) – 8:33
2. South Side of the Sky (Jon Anderson/Chris Squire) – 7:58
3. Heart of the Sunrise (Jon Anderson/Chris Squire/Bill Bruford) – 10:35
4. America (Paul Simon) – 10:30
5. Close to the Edge (Jon Anderson/Steve Howe) – 18:36
  1. The Solid Time of Change
  2. Total Mass Retain
  3. I Get Up I Get Down
  4. Seasons of Man
6. The Revealing Science of God (Dance of the Dawn) (Jon Anderson/Chris Squire/Steve Howe/Rick Wakeman/Alan White) – 22:22
  - Tartalmaz egy két perces bevezető részt, amit eredetileg az utolsó pillanatban szerkesztettek ki a számból

### Harmadik lemez
1. Siberian Khatru (Jon Anderson; Themes by Jon Anderson/Steve Howe/Rick Wakeman) – 8:55
2. Long Distance Runaround (Jon Anderson) – 3:31
3. The Gates of Delirium (Jon Anderson/Chris Squire/Steve Howe/Alan White/Patrick Moraz) – 21:50
4. To Be Over (Jon Anderson/Chris Squire/Steve Howe/Alan White/Patrick Moraz) – 9:06
5. Going for the One (Jon Anderson) – 5:32
6. Turn of the Century (Jon Anderson/Steve Howe/Alan White) – 7:41
7. Wonderous Stories (Jon Anderson) – 3:49
8. Don't Kill the Whale (Jon Anderson/Chris Squire) – 3:56
9. Release, Release (Jon Anderson/Alan White/Chris Squire) – 5:44
10. Arriving UFO (Jon Anderson/Steve Howe/Rick Wakeman) – 6:07
11. Richard (Jon Anderson/Chris Squire/Steve Howe/Rick Wakeman/Alan White) – 3:33
  - Korábban kiadatlan

### Negyedik lemez
1. Tango (Jon Anderson/Chris Squire/Steve Howe/Rick Wakeman/Alan White) – 3:48
  - Korábban kiadatlan
2. Never Done Before (Jon Anderson/Chris Squire/Steve Howe/Rick Wakeman/Alan White) – 2:10
  - Korábban kiadatlan
3. Crossfire (Steve Howe/Chris Squire) – 2:42
  - Korábban kiadatlan
4. Machine Messiah (Geoff Downes/Trevor Horn/Steve Howe/Chris Squire/Alan White) – 10:27
5. Tempus Fugit (Geoff Downes/Trevor Horn/Steve Howe/Chris Squire/Alan White) – 5:15
6. Owner of a Lonely Heart (Trevor Rabin/Jon Anderson/Chris Squire/Trevor Horn) – 4:29
7. It Can Happen (Chris Squire/Jon Anderson/Trevor Rabin) – 5:29
8. Leave It (Chris Squire/Trevor Rabin/Trevor Horn) – 4:14
9. Hold On (Trevor Rabin/Jon Anderson/Chris Squire) – 5:16
10. Rhythm of Love (Jon Anderson/Tony Kaye/Trevor Rabin/Chris Squire) – 4:47
11. Love Will Find a Way (Trevor Rabin) – 4:50
12. Holy Lamb (Song for Harmonic Convergence) (Jon Anderson) – 3:19
13. Brother of Mine (Jon Anderson/Rick Wakeman/Steve Howe/Bill Bruford/Geoff Downes) – 10:18
  1. The Big Dream
  2. Nothing Can Come between Us
  3. Long Lost Brother Of Mine
14. Fist of Fire (Jon Anderson/Rick Wakeman/Steve Howe/Bill Bruford) – 3:27
  - Alternatív verzió
  - A 13-as és a 14-es szám az Anderson Bruford Wakeman Howe műve
15. I Would Have Waited Forever (Jon Anderson/Jonathan Elias/Steve Howe) – 6:32

### Ötödik lemez
1. Lift Me Up (Trevor Rabin/Chris Squire) – 6:30
2. The Calling (Jon Anderson/Chris Squire/Trevor Rabin) – 6:55
3. I Am Waiting (Jon Anderson/Trevor Rabin) – 7:24
4. Mind Drive (Jon Anderson/Chris Squire/Alan White/Steve Howe/Rick Wakeman) – 18:37
5. Open Your Eyes (Jon Anderson/Chris Squire/Alan White/Steve Howe/Billy Sherwood) – 5:14
6. Universal Garden (Jon Anderson/Chris Squire/Alan White/Steve Howe/Billy Sherwood) – 6:17
7. Homeworld (The Ladder) (Jon Anderson/Chris Squire/Alan White/Steve Howe/Billy Sherwood/Igor Khoroshev) – 9:32
8. The Messenger (Jon Anderson/Chris Squire/Alan White/Steve Howe/Billy Sherwood/Igor Khoroshev) – 5:13
9. Last Train (Jon Anderson/Chris Squire/Steve Howe/Alan White) – 2:23
  - Korábban kiadatlan
10. In The Presence of (Jon Anderson/Chris Squire/Steve Howe/Alan White) – 10:24
  1. Deeper
  2. Death of Ego
  3. True Beginner
  4. Turn Around and Remember